# تازة كند شريف أباد (كلخوران)
تازة کند شریف أباد (بالفارسية: تازه‌کند شریف‌آباد) هي منطقة سكنية تقع في إيران في قسم کلخوران الريفي. يقدر عدد سكانها بـ 735 نسمة .